# إيرين سيمونز
إيرين سيمونز هي متزلجة كندية، ولدت في 9 يوليو 1976.

## وصلات خارجية
- إيرين سيمونز على موقع الاتحاد الدولي للتزلج (ركوب لوح الثلج) (الإنجليزية)
- إيرين سيمونز على موقع أوليمبيديا (الإنجليزية)